# Leopold Böhm
Leopold Böhm (* 11. Jänner 1922 in Wien; † 4. April 2007 ebenda) war ein österreichischer Unternehmer.

## Leben
1922 als Sohn jüdischer Eltern geboren, flüchtete er nach dem Anschluss an das nationalsozialistische großdeutsche Reich aus Österreich. Seine Eltern hingegen wurden im Holocaust ermordet. Er kämpfte im Zweiten Weltkrieg in der britischen Armee. Nach dem Krieg arbeitete er zunächst bei einem Ölunternehmen in Haifa, bevor er 1952 nach Österreich zurückkehrte.
1953 trat er in das Handelsunternehmen Schöps seines Onkels Richard Schöps ein, welches seine Cousine Gerda Herz-Schöps (die Tochter von Richard Schöps) und deren Ehemann Alfred Stühler bereits aufbauten. Innerhalb weniger Jahre machten sie aus der kleinen Wiener Textilfirma ein Handelsimperium mit über 100 Filialen in ganz Österreich. 1989 wurde die Firma für 160 Mio. Euro an die britische Investmentbank Schroders verkauft.
Er betätigte sich daraufhin im Immobilienbereich und war auch hier schnell erfolgreich. Unter anderem kaufte er mit Ariel Muzicant und seinem Neffen Michael Brooks ein 45.000-Quadratmeter-Areal in Wien-Erdberg. Auf der Liste der reichsten Österreicher stand er zuletzt auf Platz 34.
Von 1973 bis 1977 war er Präsident des Fußballvereines FK Austria Wien.
Am 18. März 2006 stürzte er in seinem Haus in Wien-Döbling und erlitt ein Gehirntrauma. Von diesem Unfall sollte er sich nicht mehr erholen. Er starb am 4. April 2007 in seinem Haus in Wien.
Im Jahr 2011 wurde in Wien-Landstraße (3. Bezirk) die Leopold-Böhm-Straße nach ihm benannt, im Jahr 2016 die Schöpsstraße nach seinem Onkel.

### Sonstiges
Seine Frau Lotte wurde am 12. Dezember 1977 vor ihrem Haus entführt und am 17. Dezember nach einer Lösegeldzahlung von 21 Millionen Schilling (spätere Angaben: 25,7 Mio.) freigelassen.  Die Entführer Paul Francsics (28 Jahre) und Franz Panagl (27 Jahre) wurden am 12. Jänner 1978 gefasst, als sie bei einer Wiener Bank («Erste Österreichische Spar-Casse») Lösegeld-Millionen einzahlen wollten (es konnten 15 Millionen Schilling sichergestellt werden); das dritte Mitglied der «MP-Bande» (es stellte sich heraus, dass es sich um diese Bande handelte, die schon in der Vergangenheit Raubüberfälle begangen hatte) war die Francsics-Freundin Christa Schneck (30 Jahre). Es konnte im Zuge der polizeilichen Ermittlungen das gesamte Lösegeld sichergestellt werden. Am 10. Oktober 1978 (9. Oktober?) begann vor einem Geschworenengericht in Wien der Prozess; die Urteile lauteten: 20 Jahre für Francsics, 15 Jahre für Panagl und 8 Jahre für Schneck.
Anzumerken ist, dass der ehemalige Fußball-Nationteamtrainer Karl Stotz, der (möglicherweise auf Grund der fußballerischen Verbindung von Hrn. Böhm als Austria-Wien-Präsident ein Freund Böhms und) Teilhaber bei Hrn. Böhm bzw. dem Modekonzern „Schöps“ war, in diesem Entführungsfall vermittelt hatte.
Zwei Konsequenzen aus den Entführungsfällen Palmers und Böhm im Jahr 1977 waren die Gründung der Kriminalbeamten-Einsatzgruppe (KEG) und des Gendarmerieeinsatzkommandos (GEK), heute als Einsatzkommando Cobra bekannt.
Böhms Tochter Sandra Grünberger investierte in Puls TV (Wien) 1,5 Mio. Euro und hielt die Anteile trotz immer wieder auftretender inhaltlicher Differenzen bis zur Übernahme des Senders durch die damalige ProSiebenSat.1 Media AG im August 2007.
Das Haus am Unteren Schreiberweg 49 wurde nach dem Tod seiner Frau an eine Immobilienfirma veräußert und 2019 abgerissen. Derzeit werden dort von der Firma WINEGG Eigentumswohnungen errichtet.